# Две лошади Чингисхана
«Две лошади Чингисхана» — документальный фильм 2009 года монгольского режиссёра Даваагийн Бямбасурэн, которая живёт и работает в Германии и известна по предыдущим фильмам — «История плачущего верблюда» (2003) и «Пещера жёлтого пса» (2005).

## Сюжет
Пообещав своей бабушке восстановить старинный моринхур и найти потерянные слова песни, певица Урна отправляется в путешествие по Монголии. Этот маринхур был сломан в суматохе культурной революции Китая. На шейке инструмента были вырезаны древние стихи песни монголов, «Две лошади Чингисхана». И теперь настало время, выполнить обещание бабушки.
Прибыв в Улан-Батор, Урна приносит сохранившиеся части скрипки — головки и шейки — чтобы мастер восстановил инструмент в новом корпусе. Урна путешествует на окраину страны, для того, чтобы найти недостающие стихи песни. Но она будет разочарована. Никто из людей, которых она встречает на своём пути, не знает их…

## От режиссёра
«Мои фильмы: „Пещера жёлтого пса“ и „История плачущего верблюда“ представили жизнь монгольских кочевников перед международной аудиторией. Меня часто спрашивают о удивительной музыке моей родины. В новом фильме „Две лошади Чингисхана“ моя героиня, певица Урна, заводит нас в музыкальное путешествие через Внешнюю Монголию. Она приходит, чтобы восстановить старый моринхур и стихи старой песни — „Две лошади Чингисхана“. Моринхур воплощает национальную идентичность монголов, как никакой другой инструмент. В связи с развитием прогресса в настоящее время, культурная идентичность и разнообразие сократилось. Так же Урна изучает забытые песни, она стремится восстановить утраченные обычаи и традиции своего народа. Собирая старые песни, она сохраняет культуру. Символичным, однако, является сломанный моринхур, разделение монгольской земли, разделение братьев во Внутренней и Внешней Монголии. Это то, что мы видим сегодня.»

## Русский перевод
Русский перевод фильма осуществила компания NenavidimZlo